# 乌拉纽斯山

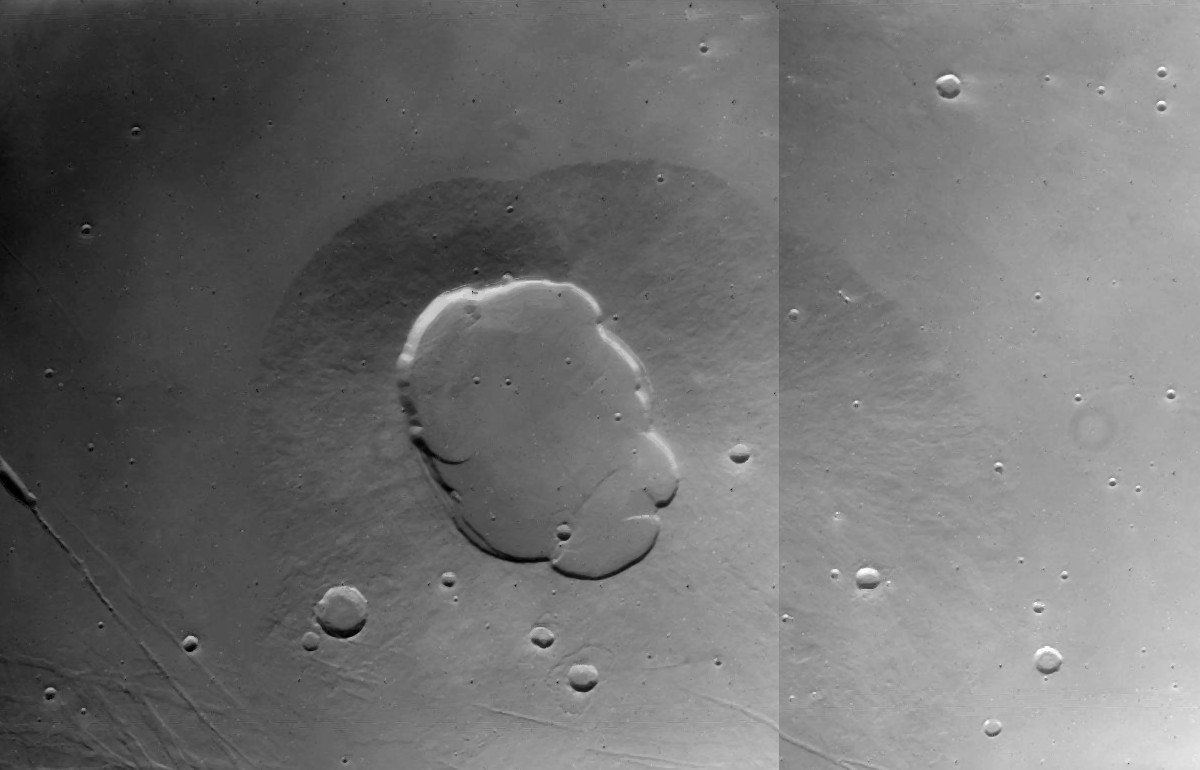
海盗1号轨道飞行器拍摄的拼接图

乌拉纽斯山（Uranius Mons）以前曾叫乌拉纽斯火山口，是火星上位于塔尔西斯区的一座火山，名称取自古典反照率特征。“乌拉纽斯火山口”该名称现仅指火山中心的破火山口，它高约4853米（15922英尺），整座火山坡度较缓，属于塔尔西斯地区的乌拉纽斯火山群。
该火山山体布满放射状的熔岩流，巨大的破火山口（90×65公里）在西南向被拉长。周边平原地质龄较年轻，属于亚马逊纪时期塔尔西斯山脉地层的一部分。